# SlotMusic
A slotMusic a microSD memóriakártya egyik fajtája, melyet a SanDisk fejlesztett ki, s melyre előre fel vannak téve zeneszámok MP3 formátumban. Először, 2008. októberben az Egyesült Államokban a Wal-Mart és a Best Buy üzleteiben lehetett hozzájutni. Jelenleg a zenei kínálat a Universal Music Group, a Sony BMG, a Warner Music Group és az EMI Music kiadásaiból származik.
A zenefájlokban nincsenek digitális jogkezelést lehetővé tévő jelek, és legalább 256–320 kbit/s bitrátával készülnek a felvételek.
A slotMusic lemezeken lehetnek HD minőségben rögzített képek és videók, több különböző formátumban is. Minden egyes microSD kártya tartalmát szabadon módosíthatja a felhasználó., a slotMusic kártyáról kívánsága szerint törölhet tartalmat vagy adhat hozzá újabbakat.
Többek között a következő művészek lemezei érhetők el ebben a formában::
- ABBA
- Akon
- All-American Rejects
- Chris Brown
- Coldplay
- Connie Talbot
- Daughtry
- Elvis Presley
- Five Finger Death Punch
- Jimi Hendrix
- Jimmy Buffet
- Katy Perry
- Keane
- Kelly Clarkson
- Kiss
- Lady Gaga
- Leona Lewis
- Lynyrd Skynyrd
- Metro Station
- Michael Jackson
- M.I.A.
- Nelly
- New Kids on the Block
- Ne-Yo
- Nickelback
- Pussycat Dolls
- Rihanna
- Rise Against
- Robin Thicke
- Saving Abel
- Shwayze
- Solange
- Sugarland
- Tim McGraw
- Toby Keith
- Usher
- Weezer
- Young Jeezy

## Külső oldalak
- Hivatalos honlap Archiválva 2008. szeptember 22-i dátummal a Wayback Machine-ben (angolul)